# Onroerende voorheffing
De onroerende voorheffing is in België een jaarlijkse belasting die geheven wordt op onroerende eigendommen. Zij is opgevat als een voorschot op de inkomstenbelastingen; vandaar de naam voorheffing. Zij wordt berekend op het kadastraal inkomen, dat is een vaste raming van de huurwaarde, zoals die door de diensten van het Kadaster (nu Administratie Opmetingen & Waarderingen) wordt vastgesteld. De belasting wordt dan berekend, rekening houdend met de index.

## Inning
| Code | Omschrijving            |
| ---- | ----------------------- |
| 1106 | Niet verhuurde gebouwen |
| 1107 | Niet verpachte grond    |
| 1108 | Verpachte grond         |
| 1109 | Verhuurde gebouwen      |

Het basistarief van de onroerende voorheffing wordt vastgelegd door de gewesten. De gemeente en de provincie voegen daar hun heffingen aan toe, de zogenaamde opcentiemen. De belasting is dus van gemeente tot gemeente verschillend. Ieder van de genoemde besturen ontvangt zijn deel van de belasting.
In Wallonië wordt de onroerende voorheffing nog geïnd door de federale belastingdiensten. In Vlaanderen gebeurt dat door de Vlaamse Belastingdienst. Sinds 1 januari 2018 wordt, wat het Brussels Hoofdstedelijk Gewest betreft, de onroerende voorheffing geïnd door Brussel Fiscaliteit.
De eigen woning wordt niet aangegeven in de personenbelasting. Enkel verhuurde of niet verhuurde eigendommen, met uitsluiting van de eigen woning, moeten in de personenbelasting worden aangegeven. Partners die een huwelijksovereenkomst met gemeenschappelijke aanwinsten hebben moeten de onroerende inkomsten onder elkaar verdelen.

## Vermindering van de onroerende voorheffing
Als een onroerend goed gedurende een bepaalde periode leegstaat en geen inkomsten opbrengt, betekent dit dat het onroerend goed "improductief" is geweest. De Vlaamse Belastingdienst kan dan een proportionele vermindering van de onroerende voorheffing toekennen in verhouding tot het aantal maanden dat de improductiviteit heeft geduurd.
De voorwaarden om deze vermindering te krijgen, is afhankelijk van het soort onroerend goed: een gebouwd onroerend goed (woning, bedrijfsgebouw ...), een vernield (voorheen gebouwd) onroerend goed of onroerend materieel en outillage. Omdat de improductiviteit van onroerend goed een uitzonderlijke situatie is moet de belastingplichtige elk jaar opnieuw de proportionele vermindering aanvragen en aantonen dat de improductiviteit onvrijwillig is.

## Kritiek
Sinds 2021 is er discussie over de rechtsgeldigheid van de speciale belasting op tweede verblijven door gemeenten die geen opcentiemen heffen voor de eigen inwoners.
In 2017 werd de onroerende voorheffing in een enquête van de Universiteit Gent uitgeroepen tot ‘meest onrechtvaardige’ belasting die voor elke Vlaamse belastingplichtige verschillend is. Doordat de onroerende voorheffing wordt berekend op het kadastraal inkomen dat sinds 1975 niet meer is herzien, ontstaan er volgens hoogleraar fiscaal recht Michel Maus "scheeftrekkingen" die door sommige eigenaars van een pand "als een absurde ongelijkheid" worden ervaren. Zo betaalt de bezitter van een groot herenhuis in het thans hippe en mondaine Antwerpse Zuid minder onroerende voorheffing dan de eigenaar van een klein maar modern appartement op het platteland. Dat het Antwerpse Zuid in 1975 nog een verloederde buurt was die pas sinds de stadsvernieuwingsprojecten van de jaren negentig is opgewaardeerd tot een van de duurste wijken van Antwerpen is een factor waar (nog) geen rekening mee wordt gehouden in de waardebepaling van het KI.

## Rechtsvergelijking
Het Nederlandse equivalent van onroerende voorheffing is onroerendezaakbelasting.